# Бенцин
Бенцин (њем. Bentzin) општина је у њемачкој савезној држави Мекленбург-Западна Померанија. Једно је од 69 општинских средишта округа Демин. Према процјени из 2010. у општини је живјело 944 становника. Посједује регионалну шифру (AGS) 13052008.

## Географски и демографски подаци
Бенцин се налази у савезној држави Мекленбург-Западна Померанија у округу Демин. Општина се налази на надморској висини од 12 метара. Површина општине износи 38,8 km². У самом мјесту је, према процјени из 2010. године, живјело 944 становника. Просјечна густина становништва износи 24 становника/km².